# Hugo Salmela

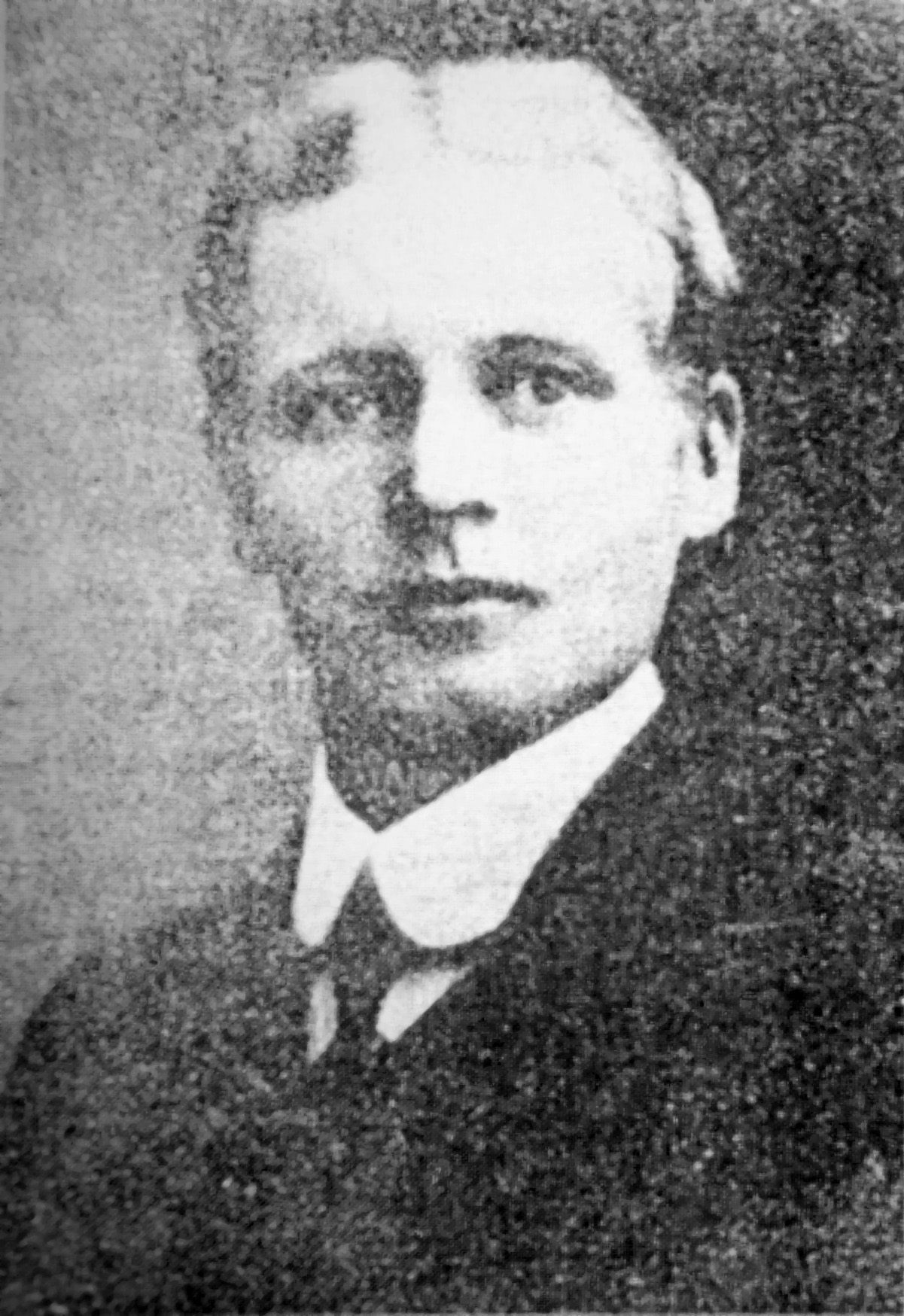
Hugo Salmela

Hugo Salmela född 13 juni 1884 i Parikkala i Viborgs län, död 28 mars 1918 i Tammerfors var ett högre befäl i de röda trupperna i finska inbördeskriget. 

## Privatliv
Salmela var äldst i en skara på åtta barn. Hans far var bondsonen Matti Sikanen (f. 1859), som bytte namn till Salmela, och hans mor var Carolina Pellis från Ytterpurmo. Matti jobbade som sågverksarbetare i Karelen. I hans hem härskade en "religiöst-sedlig anda". Hugo gick i folkskola i Raivola och gifte sig med Hilma Siider från Kotka 1913. Han blev far till två barn, Voitto och Toivo. 
Salmela flyttade redan som ung till Kotka, där han tjänade sitt levebröd som diversearbetare (eller som metallarbetare). Han var autodidakt såtillvida att han tillägnade sig en viss allmänbildning genom flitigt läsande på fritiden. Han var också intresserad av scenkonsten, och var under 10 år Kotkan Työväenteatteris (Kotkas arbetarteater) främsta skådespelare.

## Inbördeskriget
Det var i Kymmenedalen som han 1917 anslöt sig till det röda gardet; och fick så småningom befälsuppdrag. Efter det finska inbördeskrigets utbrott var han först verksam i Kymmenedalens röda gardes distriktsstab. Därifrån förflyttades han i början av februari till Savolaxfrontens stab. Han utnämndes till befälhavare för de röda styrkorna på den västra eller norra fronten den 18 februari 1918, med den ryske överstelöjtnanten G.V. Bulatsel som biträdande chef. Under ett dryckesslag omkom han i en explosion i Tammerfors den 28 mars 1918, när målaren Kustaa Salminen, den 31-årige kommendanten för Björneborgs röda front kastade iväg en handgranat. 
I slutskedet av upproret flydde hans mor och hans hustru Hilma med barnen till Petrograd. Alla utom sonen Toivo avled i fläcktyfus.